# 阿尔马 (纽约州)
阿尔马（英語：Alma）是位于美国纽约州阿利根尼县的一个镇，地处阿利根尼县的最南端。2010年美国人口普查时，该镇有842人。其占地36.5平方英里，其南部边界为纽约州与宾夕法尼亚州的州界。